# Bijacovce
Bijacovce (niem. Betendorf) – słowacka wieś i gmina (obec) w powiecie Lewocza w kraju preszowskim.

## Historia
Pierwsze wzmianki o wsi pochodzą z 1258 roku.

## Geografia
Centrum wsi leży na wysokości 513 m n.p.m. Gmina zajmuje powierzchnię 16,595 km². W 2011 roku zamieszkiwało ją 898 osób.